# قسم غوغر الريفي (مقاطعة بافت)
قسم غوغر الريفي (بالفارسية: گوغر) هي منطقة ريفية تقع في إيران في محافظة كرمان في الناحية المركزية لمقاطعة بافت. يقدر عدد سكانها بـ 3,212 نسمة .